# LACROIX
 (juin 2025).
Pour les articles homonymes, voir Lacroix.
LACROIX est un concepteur et fabricant d'équipements électroniques et de solutions IoT industriel fondé en 1936 en France.

## Histoire

### Les débuts spécialisés dans la signalisation
En 1936, Mr. Lacroix crée une affaire de négoce spécialisée dans la revente de matériel aux entreprises de travaux publics et aux ponts et chaussées. Il créera par la suite une deuxième entreprise de fabrication de panneaux de signalisation routière.
En 1985, l’activité de signalisation représente 20% du marché français. Lacroix se développe donc et s’implante à La Réunion, à Mayotte puis en Espagne.

### De 1990 à 2014: développement des activités et déploiement à l’international
En 1989 et 1990, Lacroix fait l’acquisition de deux divisions de l’entreprise Sofrel créée en 1975 à Vern-sur-Seiche qui propose des services de sous-traitance électronique traditionnels, des prestations de développement et de télégestion. Grâce à ce rachat, LACROIX se développe autour de trois activités : la signalisation, la télégestion et l’électronique.
En 1991, le groupe poursuit son développement en créant une activité de trafic par croissance externe avec l’acquisition de l’entreprise EMC2.
L'activité de Lacroix se développe dans les années 1990 en Espagne et en Pologne. Dans les années 2000, des filiales sont ouvertes et des rachats d'entreprises sont réalisés en Italie, en Tunisie et en Allemagne,.
En 2014, l'activité Lacroix Electronics, entre dans le top 10 des sous-traitants électronique européens avec un chiffre d’affaires de 220 millions d’euros et un effectif de 2900 personnes. Lacroix Electronics crée également en 2014 une coentreprise avec Ausy dédiée à une offre allant de la conception à la fabrication de cartes électronique pour le secteur industriel.

### De 2015 à 2020: une nouvelle organisation
En 2015, Vincent Bedouin prend la présidence de Lacroix à la suite de son père, Jean-Paul Bedouin, et propose une nouvelle organisation du groupe qui décloisonne les trois activités. La même année, une filiale de Lacroix s’implante en Espagne avec l’acquisition de l’entreprise DSTA et développe également une nouvelle activité d’éclairage public à travers le rachat de Sogexi, entreprise française spécialisée dans les équipements et écosystèmes dédiés à l’éclairage public.
À la suite de ce rachat, Lacroix décide de regrouper les activités de signalisation, trafic et éclairage public pour créer Lacroix City.
En 2019, le groupe acquiert l’entreprise allemande SAE IT-systems, fournisseur d’équipements connectés pour la surveillance et la sécurisation des réseaux électriques et l’intégration des énergies renouvelables.
En 2020, Lacroix rachète la start-up eSoftThings pour se spécialiser autour de l’IoT industriel et de l’intelligence artificielle.
À la suite de ces acquisitions, les entités de Lacroix deviennent donc Lacroix Electronics, Lacroix City (signalisation, trafic, éclairage public, V2X) et Lacroix Environment (télégestion des réseaux d’eau et d’énergie).

### Depuis 2021: un développement commun sous le même nom Lacroix
À partir de 2021, Lacroix devient la marque unique pour toutes les activités du groupe : Electronics, City et Environment.
Après une expansion majoritairement sur le territoire européen, Lacroix continue sa stratégie de rachat sur le marché américain. Le groupe acquiert en 2022 la société américaine Firstronic.
En 2022, le site de production historique de l’activité Electronics en France, à Saint-Pierre-Montlimart, ferme et est transféré dans la nouvelle usine du groupe à Beaupréau-en-Mauges nommée Symbiose.
En 2023, Lacroix cède son activité historique de signalisation, pour se concentrer sur ses segments de marché plus en lien avec la ville intelligente et les objets connectés. Celle-ci, désormais indépendante, s'appelle depuis fin 2024 Kelias.

## Organisation et performances financières
Lacroix est une entreprise de taille intermédiaire familiale cotée en bourse, avec un chiffre d’affaires de 761 millions d’euros et 5100 employés en 2023,.
Elle est classée dans les 50 plus grandes EMS mondiales.

## Activités

### Conception et production électronique
L’activité Electronics de Lacroix est le socle industriel du groupe. L'entreprise conçoit et fabrique des fonctions électroniques et des objets connectés (hardware, logiciel et cloud) et basés sur l'intelligence artificielle, notamment pour les secteurs de l’automobile, de l’industrie, des maisons et bâtiments connectés, de l’aéronautique et de la défense, ainsi que de la santé.
Elle compte 6 usines de production, lui permettant de servir ses marchés en Europe, en Amérique du Nord et au Maghreb.

### Gestion des infrastructures et voiries intelligentes
L’activité City de Lacroix fournit des équipements et des solutions connectés et sécurisés pour optimiser la gestion des infrastructures de la voirie intelligente : l’éclairage intelligent, la gestion de trafic et les systèmes de transport intelligent coopératifs, ainsi que les systèmes d’informations voyageurs. Ses clients sont des instances publiques et privées.
Elle comporte 3 sites industriels de production européens.

### Gestion et pilotage des réseaux d'eau et d'énergie
L’activité Environment de Lacroix fournit à ses clients publics et privés des équipements et des solutions connectés et sécurisés pour les réseaux d’eau, de réseau électrique intelligent et de chauffage, ventilation et climatisation, afin d’optimiser la gestion et le pilotage à distance de leurs infrastructures d'eau et d'énergie,.
Elle est basée à Vern-sur-Seiche, et se répartit dans 6 pays.